# Český Superpohár 2010
La Český Superpohár 2010 si è disputata l'8 luglio al Generali Arena di Praga. La sfida ha visto contrapposte lo Sparta Praga campione di Repubblica Ceca in carica e il Viktoria Plzeň detentore dell'ultima Coppa della Repubblica Ceca.
A conquistare la prima edizione della Supercoppa ceca fu lo Sparta Praga, vincendo per 1-0 sugli avversari.

## Tabellino
| Arbitro: | Libor Kovarik |

|            |           |  |
| Sionko 78’ | Marcatori |  |

### Formazioni
| Sparta Praga    |    |                  |     |     |
|                 |    |                  |     |     |
| P               | 29 | Jaromír Blažek   |     |     |
| D               | 15 | Jiří Kladrubský  |     |     |
| D               | 21 | Erich Brabec     |     |     |
| D               | 2  | Tomáš Řepka      | 29’ |     |
| D               | 3  | Manuel Pamić     |     |     |
| C               | 7  | Libor Sionko     |     |     |
| C               | 8  | Marek Matějovský |     |     |
| C               | 4  | Niklas Hoheneder |     |     |
| C               | 25 | Kamil Vacek      |     | 46’ |
| A               | 11 | Igor Žofčák      |     | 90’ |
| A               | 9  | Léonard Kweuke   |     | 82’ |
| A disposizione: |    |                  |     |     |
| D               | 30 | Lukáš Hejda      |     | 46’ |
| A               | 14 | Václav Kadlec    |     | 90’ |
| A               | 6  | Miloš Lačný      |     | 82’ |
| Allenatore:     |    |                  |     |     |
| Jozef Chovanec  |    |                  |     |     |

| Viktoria Plzeň  |    |                         |             |     |
|                 |    |                         |             |     |
| P               | 19 | Lukáš Krbeček           |             |     |
| D               | 27 | František Rajtoral      |             | 88’ |
| D               | 21 | Jakub Navrátil          |             |     |
| D               | 15 | František Ševinský      |             |     |
| D               | 8  | David Limberský         |             |     |
| C               | 11 | Milan Petržela          |             |     |
| C               | 10 | Pavel Horváth           | Ammonizione |     |
| C               | 4  | Tomáš Rada              |             | 82’ |
| A               | 26 | Daniel Kolář            |             |     |
| A               | 17 | Jan Rezek               |             | 67’ |
| A               | 23 | Marek Bakoš             |             | 89’ |
| A disposizione: |    |                         |             |     |
| C               | 20 | Petr Jiráček            |             | 67’ |
| A               | 18 | Dimit'ri T'at'anashvili |             | 82’ |
| A               | 6  | David Vaněček           |             | 89’ |
| Allenatore:     |    |                         |             |     |
| Pavel Vrba      |    |                         |             |     |